# Funeral for Justice
Funeral for Justice (с англ. — «Похороны правосудия») — студийный альбом — студийный альбом 2024 года нигерской группы пустынного блюза Mdou Moctar, выпущенный на лейбле Matador Records. Он получил положительные отзывы критиков и был поддержан концертным туром. Альбом исследует культурные и политические темы, включая влияние иностранного вмешательства в дела Нигерии и замену языков коренных народов колониальными.
Альбом получил положительные отзывы критиков.

## Отзывы
| Совокупная оценка   | Совокупная оценка |
| Источник            | Оценка            |
| ------------------- | ----------------- |
| AnyDecentMusic?     | 8.2/10            |
| Metacritic          | 90/100            |
| Оценки критиков     |                   |
| Источник            | Оценка            |
| The Observer (UK)   | [ 8 ]             |
| musicOMH.com        | [ 9 ]             |
| Under The Radar     | [ 10 ]            |
| Rolling Stone       | [ 11 ]            |
| New Musical Express | [ 12 ]            |
| Pitchfork           | [ 13 ]            |
| PopMatters          | [ 14 ]            |

Альбом получил положительные отзывы критиков. Редакторы AnyDecentMusic? оценили этот релиз в 8,2 балла из 10, собрав 17 рецензий. Согласно агрегатору рецензий Metacritic, альбом Funeral for Justice получил «всеобщее признание» на основе средневзвешенной оценки 90 из 100 из 15 оценок критиков. Это четвертый по рейтингу альбом 2024 года на Metacritic.
Жанель Борг из Guitar World заявила, что эта музыка показывает прогресс Моктара в создании песен, и сравнила стиль игры с Джими Хендриксом и Эдди Ван Халеном.
В статье об этом альбоме в журнале Paste Грант Шарплз назвал его «пронизанным бурным треском тарелок и фирменным кромсанием Моктара, это неоспоримый клич сплочения» и «торжеством культуры туарегов и одновременно обличением эксплуатации Францией урановых запасов Нигера и извлечения из них прибыли». Редакторы Pitchfork оценили этот релиз в 8,4 балла из 10, назвав его одним из лучших новых музыкальных произведений, а критик Ариэль Гордон высоко оценила зажигательную политическую лирику: «Это невозможно не понять — от крови, капающей с ворон на обложке альбома, до визжащих гитар, открывающих его первую песню, это гордый звук бунта, перенесенный с языка тамашек на язык, который отказывается быть неправильно истолкованным». На PopMatters Адриан Понтекорво оценила этот альбом в 10 баллов из 10, написав: «Даже по высоким стандартам Мду Моктара, Funeral for Justice является экстраординарным. Он пронзителен в музыке и текстах, с посланиями, которые важны в мире, охваченном огнем, и чьи звуки могут нести эти послания далеко и широко. Как никакой другой альбом Мду Моктара, он кажется живым: Моктар и вся его группа находятся в комнате со своими слушателями, раздувая пламя праведной решимости и напоминая нам, что если справедливость мертва, то нет более подходящей дани уважения к ней, чем возвышение наших голосов от ее имени». Джон Долан из Rolling Stone назвал этот альбом «самым мощным альбомом группы, созданным для того, чтобы растопить умы на массовых фестивалях» с «антиколониальными и антикоррупционными декларациями», сопровождаемыми гитарной работой Моктара.
В журнале Spill Magazine Крис Паттерсон оценил этот альбом в 9,0 баллов из 10 и закончил свою рецензию так: «Мду Моктар выпустил еще один пылающий и весьма пьянящий альбом Funeral For Justice». Ана Леорн из Spin поставила этому альбому пятерку, заявив, что он «представляет собой еще один шаг в децентрализации общественного дискурса от западных нормативных стандартов, что, надеемся, позволит лучше понять других и самих себя». Редакторы Stereogum выбрали альбом альбомом недели, а критик Крис ДеВилль назвал его «фантастической пластинкой, которая не должна была существовать» из-за его реакции на нигерийский переворот 2023 года, но продолжает, что он «слишком энергичен, чтобы быть депрессивным», с «кричащими лозунгами, сопровождающими грохочущие ритмы и гитарный героизм». В журнале Uncut Дэниел Дилан Врэй поставил Funeral for Justice 4 звезды из 5, назвав музыку «эмфатическим психо-роком». Кайл Керси из Under the Radar поставил Funeral for Justice 9 баллов из 10, подчеркнув эволюцию группы и назвав ее «более плотной пластинкой, пронизанной энергией гаражного рока», чем Afrique Victime.

### Годовые итоговые списки кри тиков
| Публикация/критик | Список                  | Ранг | Ссылка |
| ----------------- | ----------------------- | ---- | ------ |
| Exclaim!          | 50 Best Albums of 2024  | 18   | [ 22 ] |
| MOJO              | 75 Best Albums of 2024  | 22   | [ 23 ] |
| The New Yorker    | The Best Albums of 2024 | 8    | [ 24 ] |
| Uncut             | 80 Best Albums of 2024  | 14   | [ 25 ] |

## Список композиций
Все тексты песен написаны Махамаду Сулеймани; музыка написана Souleymane, Michael Coltun и Ahmoudou Madassane.
1. «Funeral for Justice» — 3:09
2. «Imouhar» — 5:07
3. «Takoba» — 3:54
4. «Sousoume Tamacheq» — 5:41
5. «Imajighen» — 4:11
6. «Tchinta» — 5:13
7. «Djallo #1» — 0:24
8. «Oh France» — 5:40
9. «Modern Slaves» — 5:45

## Персонал
Mdou Moctar
- Mdou Moctar — лид-гитара, вокал
- Майки Колтун — бас-гитара, гитара, перкуссия, бэк-вокал, продюсирование, инжиниринг
- Souleymane Ibrahim — барабаны, джембе, бэк-вокал
- Ахмуду Мадассан — ритм-гитара, бэк-вокал

Технический
- Роберт Битти — художественное оформление
- Хеба Кадри — мастеринг
- Сет Манчестер — микширование